# Louis-Adolphe Turpin de Sansay
Louis-Adolphe Turpin de Sansay (Selongey, 27 avril 1832 - Paris 6e, 5 janvier 1891) est un auteur dramatique, chansonnier et écrivain français.

## Biographie
Il arrive à Paris en 1851 et y travaille alors comme employé d'administration (1851-1855) tout en écrivant dans L’Éventail (1851-1857). Après avoir rencontré Adolphe Huard, il se lance avec celui-ci en littérature par des comédies de boulevard. Son adaptation des Chiffonniers de Paris de Félix Pyat lui apporte le succès. Marc Augenot n'hésite pas à écrire à son sujet : « Turpin de Sansay, Émile Richebourg, Émile Gaboriau, René de Pont-Jest — qui prend la succession de Rocambole avec les Thugs — sont parmi les romanciers les plus aimés du Second Empire. ».
Directeur de L’Écho des concerts (1863), ses pièces ont été représentées, entre autres, au théâtre des Champs-Élysées, au Théâtre des Bouffes-Parisiens, au théâtre Beaumarchais et au Théâtre-Lyrique.

## Œuvres
Théâtre
- Amour et comédie, comédie vaudeville en un acte, 1853
- Fais la cour à ma femme, comédie-vaudeville en 1 acte, avec Huard, 1856
- Une paille dans l’œil, opérette en 1 acte, avec Huard, 1857
- Un coup de piston, saynète, musique de Villebichot, 1861
- Mam'zelle j'ordonne, saynète comique, musique de Villebichot, 1861
- La Fleur du Val Suzon, opéra comique en 1 acte, musique de Douay, 1862
- Le Roi des montagnes, scène lyrique, musique de Douay, 1862
- Le Roi du boniment !, scène, musique de Villebichot, 1862
- Le Bailli de Croque-tendron, opérette, musique de Auguste de Villebichot, 1863
- Une cascade dans le désert, saynète, musique de Maurice Lassimonne, 1863
- La Lionne en cage, duo comique en 1 acte, musique de Villebichot, 1863
- Manette et Fanchette ou Un Bon coup de bec, duo villageois, musique de Douay, 1863
- Qui casse les verres les paie, saynète, musique de Lassimonne, 1863
- Les Amoureux de Fanchon, opérette en 1 acte, avec Adolphe Huard, musique de Georges Douay, 1864
- La Barbe de Bêtasson, opérette en 1 acte, avec Huard, musique de Douay, 1864
- Jérôme Pointu, opérette en 1 acte, musique de Douay, 1864
- Les Crêpes de la marquise, opérette en 1 acte, musique de Douay, 1865
- Cinq-Mars, drame en 4 actes dont un prologue, en vers, avec Georges Gugenheim, musique de Paul Thomas, 1882

Romans et nouvelles
- Les Chiffonniers de Paris, Lécrivain et Toubon, 1861
- La Sorcière de Paris, Lécrivain et Toubon, 1861
- Le Fils de l'étouffeur, C. Vanier, 1866
- Le Testament d'un bandit, L. FRoudiez, 1867
- Le Veilleur des morts, E. et F. Pache et M. Deffaux, 1868
- L'Affaire de la rue de Vaugirard, C. Vanier, 1869
- Les Échafauds de Paris, C. Vanier, 1869
- La Canaille de Paris, roman historique et social, C. Vanier, 1871
- Histoire d'une rose, nouvelle, P. Worms, 1876
- Chante-fauvette, nouvelle, P. Worms, 1880
- La Douairière de Brionne, V. Daufresne, 1884
- L'Angelus de la Marjolaine, nouvelle, non datée
- Le Médecin d'amour, nouvelle, P. Worms, non datée

Biographie et ouvrages historiques
- Les Fastes héroïques de la France, avec Huard, C. Albessard et Bérard, 1862
- Le Chancelier de la couronne, 4 vol, L. de Potter, 1865
- Une maîtresse de Charles IX, 4 vol, L. de Potter, 1865
- Indépendance italienne. Mémoires sur Garibaldi, L. Roudiez, 1866
- Voltaire (sa vie, ses œuvres), Dentu, 1867
- Les Sauveteurs célèbres et les bienfaiteurs de l'humanité, Dentu, 1868
- Le Tocsin de 93 (Don Juan de Portugal), C. Vanier, 1870
- Les Illustrations du courage, du dévouement, de la philanthropie, de la science et du travail, 1882

Chansons et poésies
- La Belle fille de Parthenay, chanson, musique de Villebichot, 1852
- Andalouzia, boléro, musique de Louis Abadie, 1859
- André Vésale, musique d'Abadie, 1860
- Bachelette, lai moyen âge, musique d'Abadie, 1860
- Esclave et créole, mélodie, musique d'Abadie, 1860
- Le Cabaretier flamand !, musique de Adolphe Lindheim, 1861
- La Félizia !, barcarolle, musique de Victor Robillard, 1861
- La Fille au tambourin !, chanson moyen-âge, musique de Villebichot, 1861
- Tiret le ridiau !, chanson paysanne, musique de Villebichot, 1862
- Ah ! que c'est bon d'être garçon, chansonnette, musique de Georges Douay, 1862
- Art et liberté, mélodie, musique de Douay, 1862
- Chacun à son tour, chansonnette, musique de Douay, 1862
- Le Chant des vendangeurs !, musique de Nicolas Seguin, 1862
- En revenant de Saint-Denis !, historiette, musique de Douay, 1862
- Erohé !, air bachique, musique de Javelot, 1862
- Le Fifrelin du berlingo !, fantaisie maritime, musique de Lindheim, 1862
- Les Larmes de la nuit !, lamento, musique de Villebichot, 1862
- La Ménestrelle, villanelle, musique de Douay, 1862
- L'Oiseau bavard !, chansonnette, musique de Lindheim, 1862
- La Picarde ! Histoire du temps passé, musique de Auguste Girin, 1862
- Le Pot au lait de Perrette, fabliau, musique de Douay, 1862
- Rothomago !, chanson aristophanesque, musique de Lindheim, 1862
- Les Singes, chanson aristophanesque, musique de Douay, 1862
- Six romances nouvelles, musique de Douay, Ledentu, 1862
- L'Anglais et sa compagne, voyage musical, musique de Marius Boullard, 1863
- Clarisse et Lubin, chansonnette, musique de Douay, 1863
- Dans les Hommes, je n'ai pas foi !, coquetterie mignardise, musique de Jules Javelot, 1863
- Les Filles d'Arpajon !, musique de Victor Moret, 1863
- Oscar, ne me touchez pas !, chansonnette, musique de André Simiot, 1863
- Rosette !, naïveté périgourdine, musique de Javelot, 1863
- Serons-nous bêtes ou légumes 3 Rondeau, musique de Javelot, 1863
- La charité, poésie déclamée en séance publique, 1863
- Vous feriez pleurer le bon Dieu, romance, musique de Charles Domergue, 1863
- La Servante coquette !, souvenir du Poitou, musique de Delphin Balleyguier, 1863
- Le Cabaret de ma tante Urlurette !, chanson, musique de Villebichot, 1864
- Les Deux apothicaires, bouffonnerie musicale, musique de Huot, 1864
- La fille à Guillot, chanson rustique, musique de Douay, 1864
- Le Forgeron de Suzon !, historiette, musique de Seguin, 1864
- J'somm's trop près des Maisons !, conversation villageoise, musique de Villebichot, 1864
- Marion Patapon !, ronde périgourdine, musique de Javelot, 1864
- La Planchette !, paysannerie, musique de Javelot, 1864
- La p'tit' bête est morte !, chanson aristophanesque, musique de Villebichot, 1864
- Tapageuse !, chanson, musique de Douay, 1864
- Le fringant Tambour !, chanson, musique de Javelot, 1865
- Le Code de l'amour, chansonnette, musique de Douay, 1865
- Pauvre fleurette !, chanson, musique de Douay, 1865
- Polka du toutou, chansonnette, musique de Douay, 1865
- La Queue du chien d'Alcibiade !, chanson aristophanesque, musique de Javelot, 1865
- Je veux faire une chanson, essai, musique de Lindheim, 1866
- La Belle Lolothe !, chanson bourguignonne, musique de Seguin, 1872